# Mangaka-san to Assistant-san to
Mangaka-san to Assistant-san to (マンガ家さんとアシスタントさんと?, Mangaka-san to Ashisutanto-san to) è un manga yonkoma scritto e disegnato da Hiroyuki. È stato serializzato nella rivista seinen Young Gangan della Square Enix dal 2008 al 2012 e i capitoli sono stati raccolti in 10 volumi tankōbon. Un adattamento anime è stato prodotto da Zexcs ed è andato in onda in Giappone dal 7 aprile 2014 al 23 giugno 2014.

## Trama
L'autore di manga Yūki Aito è un uomo incredibilmente perverso il cui amore e desiderio principale è disegnare mutandine. La sua assistente, Ashisu, è costantemente messa in situazioni imbarazzanti ed è spesso costretta a far fronte agli imbrogli di Aito.

## Personaggi
Yūki Aito (愛徒 勇気?, Aito Yūki)
Doppiato da Yoshitsugu Matsuoka (anime) e Jun Fukuyama (CD drama).
È il creatore del manga Hajiratte Cafe Latte. È per lo più visto come un pervertito da molti e non esita a esprimere il suo interesse o a chiedere ai suoi assistenti di essere il suo modello di riferimento. Yūki ha un feticcio incontrollabile per gli indumenti intimi femminili, in particolare le mutandine, infatti la filosofia principale e il tema del suo manga ruota attorno alle mutandine, con grande dispiacere degli altri. Yūki ha l'abitudine di fare il suo lavoro sui manga all'ultimo minuto prima delle scadenze fissate a causa dei suoi interessi, con grande angoscia del suo editore. L'obiettivo di Yūki nella vita è quello di essere confessato da una ragazza prima che muoia. Si dice che Yūki sia un mangaka molto abile, che potrebbe classificarsi molto meglio se lo volesse veramente, ma il suo interesse nel disegnare mutandine come sua priorità gli dà solo una discreta classifica nella migliore delle ipotesi. Ha 22 anni e sembra essere un grande masochista.
Sahoto Ashisu (足須 沙穂都?, Ashisu Sahoto)
Doppiata da Saori Hayami (anime) e Mamiko Noto (CD drama)
È l'assistente diciannovenne di Yūki. Sahoto è descritta come una ragazza seria nella sua etica di lavoro ma molto concreta. Anche se è solo un assistente di un fumettista, Sahoto mira anche a pubblicare una sua serie manga; tuttavia, i suoi tentativi vengono costantemente respinti dagli editori. Anche se il più delle volte è infastidita dalle buffonate di Yūki, lo rispetta profondamente come mangaka.
Mihari Otosuna (音砂 みはり?, Otosuna Mihari)
Doppiata da Arisa Noto (anime) e Haruka Tomatsu (CD drama)
È l'editrice di Yūki. Mihari è solitamente violenta con Yūki, spesso lo rimprovera e lo picchia per i suoi difetti. È consapevole delle piccole dimensioni del suo seno che le crea dei complessi. Lei e Yūki una volta erano compagni di classe. Nonostante rimproveri costantemente Yūki per il suo comportamento irresponsabile e perverso, ha dimostrato di essere abbastanza tollerante con le sue scadenze e lo incoraggia costantemente a fare meglio, sapendo che è più che capace di farlo.

## Media

### Manga
Mangaka-san to Assistant-san to è stato serializzato sulla rivista per manga seinen Young Gangan di Square Enix tra il 2008 e il 2012. I capitoli della serie sono stati raccolti in 10 volumi pubblicati tra il 27 ottobre 2008 e il 25 dicembre 2012. Un seguito intitolato Mangaka-san to Assistant-san to 2 è stato serializzato da agosto 2013 a settembre 2014.

### Anime
| Nº    | Giapponese 「Kanji」 - Rōmaji | In onda           | In onda |
| Nº    | Giapponese 「Kanji」 - Rōmaji | Giapponese        |         |
| 1     | 「おっぱいを究めろ！」 - Oppai o kiwamero!「夢見るお仕事」 - Yumemiru oshigoto「パンツウォーズ」 - Pantsu wōzu「音砂みはりの休日」 - Otosuna mihari no kyūjitsu | 7 aprile 2014     |         |
| 2     | 「新アシスタント登場」 - Shin ashisutanto tōjō「それが大事」 - Sore ga daiji「はじめての二人」 - Hajimete no futari                                             | 14 aprile 2014    |         |
| 3     | 「エッチ本パニック」 - Etchi-bon panikku「看病できるかな」 - Kanbyō dekiru ka na「黒い彗星現る」 - Kuroi suisei arawaru                                         | 21 aprile 2014    |         |
| 4     | 「SとM」 - S to M「マスコットキャラ」 - Mascot Kyara「ブラニャー登場」 - Buranyā tōjō                                                                           | 28 aprile 2014    |         |
| 5     | 「公園ショック」 - Kōen Shokku「いつかは」 - Itsuka wa「身近な人を参考に」 - Midjikana hito o sankō ni                                                          | 5 maggio 2014     |         |
| 6     | 「温泉に行こう」 - Onsen ni ikou | 12 maggio 2014    |         |
| 7     | 「妹襲来」 - Imouto shuurai「二人の夜」 - Futari no yoru「スーパーアシスタントをおんぶ」 - Super Assistant o onbu                                               | 19 maggio 2014    |         |
| 8     | 「編集長チェック」 - Henshū-chō chekku「女の子の気持ちに」 - On'nanoko no kimochi ni「やりすぎ」 - Yari-sugi                                                    | 26 maggio 2014    |         |
| 9     | 「過去の過ち」 - Kako no ayamachi | 2 giugno 2014     |         |
| 10    | 「せなちゃん危機一髪」 - Sena-chan Kikiippatsu「応援します!」 - Ōen shimasu!「雨トーク」 - Ame tōku                                                             | 9 giugno 2014     |         |
| 11    | 「恐れていた変化」 - Osoreteita henka「がんばれせなちゃん」 - Ganbare Sena-chan「自分を知ろう」 - Jibun o shirou                                                | 16 giugno 2014    |         |
| 12    | 「前進」 - Zenshin「夏の終わり」 - Natsunoowari「パンツで分かる性格診断」 - Pantsu de wakaru seikaku shindan                                                    | 23 giugno 2014    |         |
| OVA 1 | 「足須さんの休日」 - Ashisu-san no kyūjitsu「やってみなくちゃわからない」 - Yatte minakucha wakaranai                                                           | 25 giugno 2014    |         |
| OVA 2 | 「漫画家さんの夢」 - Mangakka-san no yume | 23 luglio 2014    |         |
| OVA 3 | 「デートでお勉強」 - Date de obenkyou | 27 agosto 2014    |         |
| OVA 4 | 「かわいいを守ろう」 - Kawaii o mamorou | 24 settembre 2014 |         |
| OVA 5 | 「妹VS編集長」 - Imōto VS Henshū-chō | 29 ottobre 2014   |         |
| OVA 6 | 「お昼寝日和」 - O hirune biyori「キレたアシスタント」 - Kireta ashisutanto                                                                                     | 26 novembre 2014  |         |